# Sobger
De Sobger is de naam van een 130 kilometer lange rivier in het binnenland van de Indonesische provincie Papoea. De Sobger ontspringt in het Sterrengebergte bij de bergen Puncak Yamin (4595 meter hoog) en Puncak Mandala of Julianatop (4760 meter hoog), nabij de grens met Papoea-Nieuw-Guinea. De Sobger stroomt in noordwestelijke richting en vloeit na 130 kilometer samen met de Idenburg-rivier of Taritatu